# Silvio Spaccesi
Silvio Spaccesi (Macerata, 1º agosto 1926 – Roma, 2 giugno 2015) è stato un attore e doppiatore italiano.

## Biografia

Silvio Spaccesi e la compagna Rosaura Marchi nel 1983

Diplomato all'Accademia d'arte drammatica "Silvio d'Amico", allievo di Orazio Costa Giovangigli, negli anni 50 entra a far parte della compagnia di prosa di Radio Firenze diretta da Umberto Benedetto, per poi passare a quella di Roma dove oltre a recitare nella prosa, interpreterà personaggi dal dialetto marchigiano nei varietà dell'epoca.
È noto per essere stato la voce di Yoda ne L'Impero colpisce ancora e Il ritorno dello Jedi. Per molti anni ha impersonato il padre di San Francesco d'Assisi nel musical Forza venite gente. Negli anni '80 ha lavorato nello spot pubblicitario della Ifip.
È morto nella sua casa di Roma il 2 giugno 2015, all'età di 88 anni, quattro giorni dopo la morte della compagna, l'attrice Rosaura Marchi. Riposa nel cimitero comunale di Macerata.

## Filmografia

### Cinema
- Adriana Lecouvreur, regia di Guido Salvini (1955)
- Detenuto in attesa di giudizio, regia di Nanni Loy (1971)
- Incensurato provata disonestà carriera assicurata cercasi, regia Marcello Baldi (1972)
- L'Aretino nei suoi ragionamenti sulle cortigiane, le maritate e... i cornuti contenti, regia di Enrico Bomba (1972)
- ...e si salvò solo l'Aretino Pietro, con una mano davanti e l'altra dietro..., regia di Silvio Amadio (1972)
- Come fu che Masuccio Salernitano, fuggendo con le brache in mano, riuscì a conservarlo sano, regia di Silvio Amadio (1972)
- Li chiamavano i tre moschettieri... invece erano quattro, regia di Silvio Amadio (1973)
- Il colonnello Buttiglione diventa generale, regia di Mino Guerrini (1974)
- La minorenne, regia di Silvio Amadio (1974)
- A mezzanotte va la ronda del piacere, regia di Marcello Fondato (1975)
- Café Express, regia di Nanni Loy (1980)
- Il carabiniere, regia di Silvio Amadio (1981)
- Segni particolari: bellissimo, regia di Castellano e Pipolo (1983)
- Mezzo destro mezzo sinistro - 2 calciatori senza pallone, regia di Sergio Martino (1985)
- Italiani a Rio, regia di Michele Massimo Tarantini (1987)
- Anni 90 - Parte II, regia di Enrico Oldoini (1993)
- Pacco, doppio pacco e contropaccotto, regia di Nanni Loy (1993)
- Chiavi in mano, regia di Mariano Laurenti (1996)

### Televisione
- Tessa la ninfa fedele, regia di Mario Ferrero (1957)
- Le canzoni per tutti di Ruggero Maccari, Luciano Salce ed Ettore Scola, regia di Mario Landi, programma in 7 puntate dal 15 gennaio al 26 febbraio 1958.
- Romeo Bar di Anton Giulio Majano (1958)
- I giorni della speranza, regia di Alda Grimaldi (1967)
- Nero Wolfe, regia di Giuliana Berlinguer (1969)
- Il berretto a sonagli di Edmo Fenoglio (1970)
- Lo scandalo della Banca Romana, regia di Luigi Perelli (1977)
- Un uomo da ridere, regia di Lucio Fulci (1980)
- Doppio misto, regia di Sergio Martino – film TV (1985)
- Ferragosto OK, regia di Sergio Martino  – film TV (1986)
- Provare per credere, regia di Sergio Martino – film TV (1987)
- La famiglia Brandacci, regia di Sergio Martino – miniserie TV (1987)

## Teatro
- Cesare e Silla di Indro Montanelli, con Oreste Lionello (1961)
- Una coppia senza valigia di Franco Monicelli (1965)
- Forza venite gente, commedia musicale di Mario Castellacci, diretta da Castellacci e Ventura (1981-1995)
- Tre mariti e porto uno di Angelo Gangarossa
- La Signora è sul piatto di Angelo Gangarossa
- Ma altrove c'è posto? di Giulio Perretta
- Ciao Fantàsia di Giulio Perretta
- Lei ci crede al diavolo in mutande? di Guido Finn
- Chi parla troppo si strozza, di A. Gangarossa (1990)
- Miseria e nobiltà di Eduardo Scarpetta, diretto da Silvio Giordani (2002)
- Il malato immaginario di Molière, diretto da Silvio Giordani (2003)
- I maneggi per maritare una figlia di Niccolò Bacigalupo, diretto da Silvio Giordani
- Il medico dei pazzi di Eduardo Scarpetta, diretto da Silvio Giordani
- L'avaro da Molière, diretto da Silvio Giordani

## Doppiaggio

### Film
- Jack Warden in Giallo in casa Muppet, Il verdetto, Piccola peste, Piccola peste torna a far danni
- Charles Durning in Essere o non essere, Tutti a Hollywood con i Muppet, Genio per amore
- Gustav Knuth ne La principessa Sissi, Sissi - La giovane imperatrice, Sissi - Il destino di un'imperatrice
- Frank Oz ne L'Impero colpisce ancora, Il ritorno dello Jedi
- Denholm Elliott in Camera con vista, Dossier confidenziale
- Keye Luke in Gremlins, Gremlins 2 - La nuova stirpe
- Peter Ustinov in Charlie Chan e la maledizione della regina drago
- Peter Sellers in Le avventure di Alice nel Paese delle Meraviglie
- John Goodman in Arizona junior
- Billy Crystal in La storia fantastica
- Harry Dean Stanton in Alien
- Philip Bosco in Una donna in carriera
- Wallace Rooney in L'esorcista
- Herbert Lom in La vendetta della Pantera Rosa
- Pat Hingle in Batman
- Warren Oates in Stripes - Un plotone di svitati
- Paul Winfield in Terminator
- Murray Moston in Alice non abita più qui
- Gene Hackman in Frankenstein Junior
- Patrick Magee in Arancia meccanica
- Larry Storch in Airport '75
- Eddie Albert in Airport '80
- Michael Palin in Monty Python e il Sacro Graal
- Kevin McCarthy in Ai confini della realtà
- Jack Collins in Chi è l'altro?
- M. Emmet Walsh in Una bionda per i Wildcats[4]
- Robert Prosky in Strade violente
- Kenneth McMillan in In fuga per tre
- George Wendt in Una cotta importante
- Paul Dooley in All American Boys
- Wilford Brimley ne Il mio nome è Remo Williams
- Pete Postlethwaite in Dragonheart
- John Astin in Gremlins 2 - La nuova stirpe
- Harold Lang in L'astronave atomica del dott. Quatermass
- Hisao Toake in Tora! Tora! Tora!
- Red Buttons in Elliott il drago invisibile
- Vincent Gardenia in La piccola bottega degli orrori
- James Finlayson e Ben Turpin in La sposa rapita
- Tatsuya Nakadai in Kagemusha - L'ombra del guerriero
- Ma Wu in Storia di fantasmi cinesi
- Ferdinando Orlandi in Zeder
- J.M. Kerrigan in Via col vento
- Jean-Louis Richard in L'ultimo metrò
- Carlos Montalbán in Il dittatore dello stato libero di Bananas
- Frank Wolff in Quando le donne persero la coda

### Film d'animazione
- Biancaneve e i sette nani (Mammolo, ediz. 1972)
- Le avventure di Bianca e Bernie (Orville)
- Nightmare Before Christmas (Babbo Natale)
- Tom & Jerry - Il film (Carlone)
- Quando soffia il vento (Jim Bloggs)
- Lucky Luke (Joe Dalton, primo doppiaggio)
- La leggenda del Vento del Nord e Il ritorno del Vento del Nord (Martino)

### Serie TV
- Ed Asner in Radici
- Gerald S. O'Loughlin e Logan Ramsey in Radici - Le nuove generazioni
- Gavin MacLeod in Ci siamo anche noi
- Gordon Jump ne Il caso Justin

### Cartoni animati
- Thundarr in Thundarr il barbaro
- Barney Rubble (2ª voce) in Gli antenati
- Patsy, assistente del detective Nick Carter, in Supergulp fumetti in TV e in Gulp fumetti in TV
- Bonan in Il fedele Patrash
- Larry in I 3 marmittoni[5]

## Radio
- Corrado Fermoposta (1958-61)
- Vita nei campi - La famiglia Pratesi, regia di Mario Castellacci (1959-1969)
- Gran varietà, regia di Federico Sanguigni (1971) - 19ª edizione, con Domenico Modugno
- Quando i mondi s'incontrano, regia di Sergio Fedele (1992-94)

### Prosa radiofonica Rai
- Disdegno per disdegno di Agustín Moreto, regia di Corrado Pavolini, trasmessa il 2 gennaio 1955.
- Belinda e il mostro, fiaba di Bruno Cicognani, regia di Umberto Benedetto, trasmessa il 1 febbraio 1955.
- La ragazza e i soldati, radiodramma di Gino Pugnetti, regia di Pietro Masserano Taricco, trasmessa il 27 aprile 1955.
- Il destino di chiamarsi Zadig di Antonio Passaro, regia di Anton Giulio Majano, trasmessa il 18 giugno 1956.
- Anna Christie di Eugene O'Neill, regia di Pietro Masserano Taricco, trasmessa il 25 febbraio 1957.
- Confessione di Norman Corwin, regia di Pietro Masserano Taricco (1957)
- Un'anima superiore, commedia di Midi Mannocci, regia di Marco Visconti, trasmessa il 1 dicembre 1957.
- Abramo Lincoln in Illinois di Robert E. Sherwood, regia di Pietro Masserano Taricco, trasmessa il 22 aprile 1958.
- Guglielmo Tell (Wilhelm Tell del 1804), tragedia di Friedrich Schiller, musiche di Guido Turchi regia di Alberto Casella, trasmessa il 7 aprile 1959.
- I tre moschettieri di Alessandro Dumas padre, regia di Marco Parodi, 30 puntate, trasmessa dal 2 febbraio al 27 febbraio 2004 su Rai Radio 2